# Ningyo Fluctus
Il Ningyo Fluctus è una struttura geologica della superficie di Venere.